# Meadows of Dan
Meadows of Dan es un lugar designado por el censo ubicado en el condado de Patrick en el estado estadounidense de Virginia. En el Censo de 2020 tenía una población de 72 habitantes y una densidad poblacional de 23,23 habitantes por km². Fue incluido como CDP en el censo de 2020.

## Geografía
Meadows of Dan se encuentra ubicado en las coordenadas 36°44′11″N 80°23′43″O / 36.73639, -80.39528.Según la Oficina del Censo de los Estados Unidos,  tiene una superficie total de 3,10 km², todos correspondientes a tierra firme.